# 圣乌尔利希圣亚勿拉圣殿

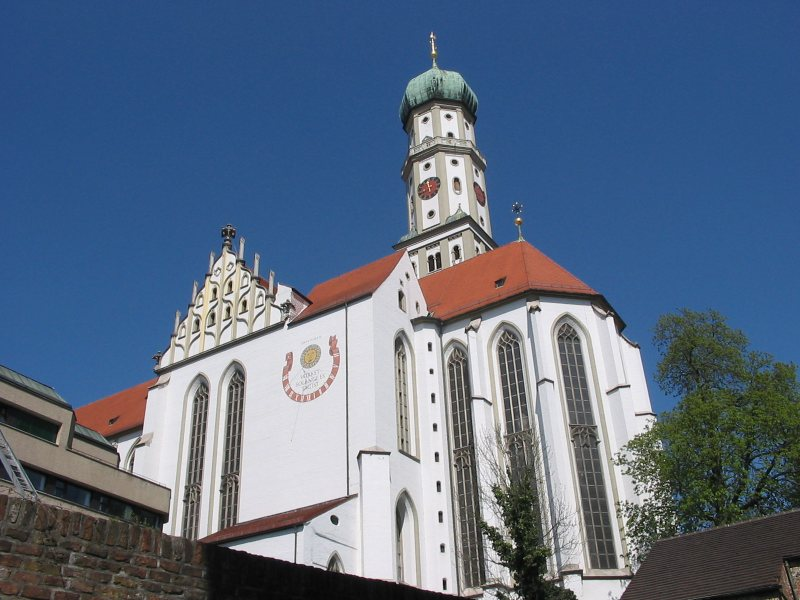
圣乌尔里希圣阿夫拉圣殿

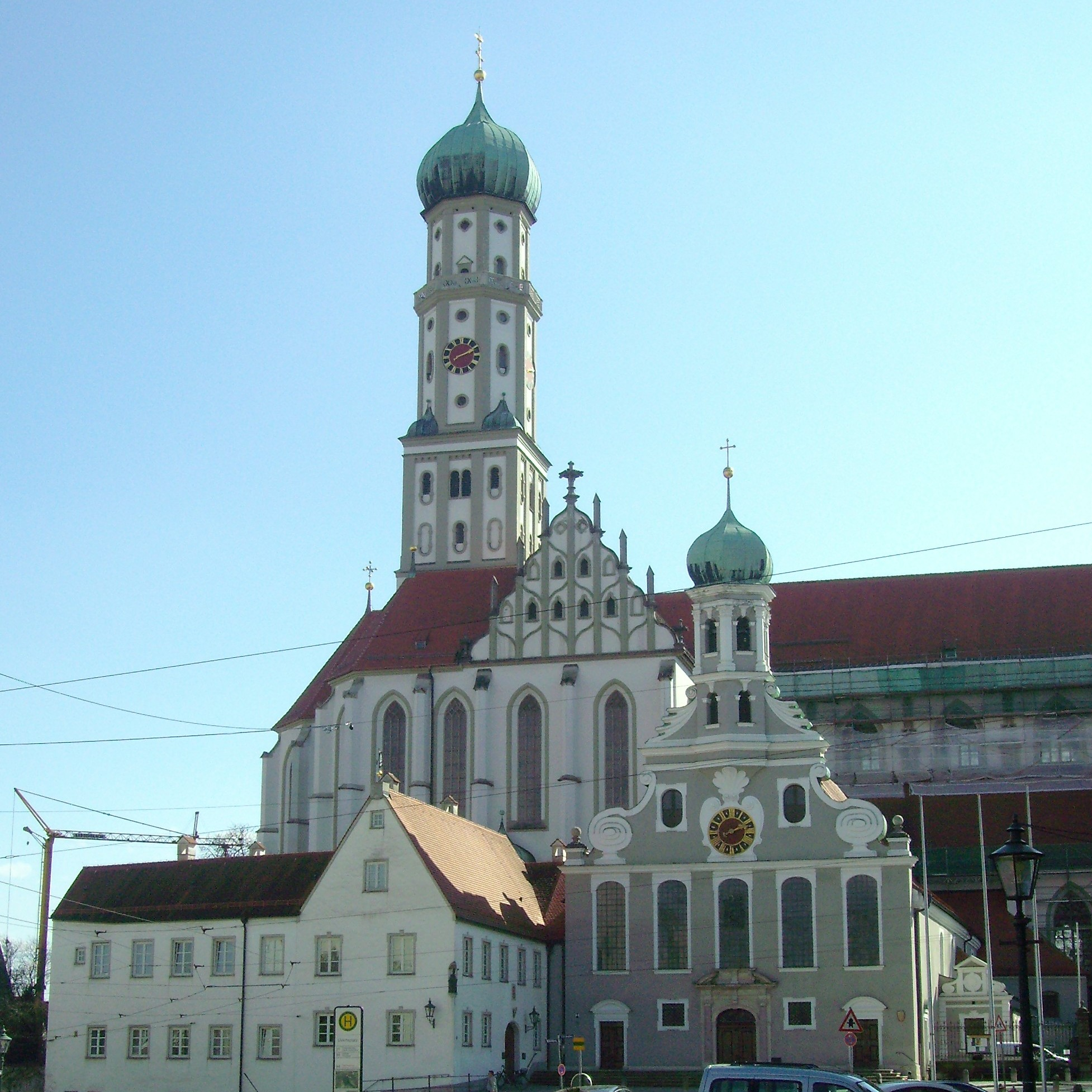
圣乌尔里希圣阿夫拉圣殿

圣乌尔里希圣阿夫拉圣殿（Basilika St. Ulrich und Afra）是奥格斯堡的一座天主教本堂区圣堂，高耸的钟楼很远可见。堂内有圣乌尔里希和圣阿夫拉的圣骨。
圣乌尔里希圣阿夫拉圣殿是该地区最伟大的晚期哥特式教堂建筑之一。由于奥格斯堡被视为领导者，其“洋葱式圆顶”塔楼成为巴伐利亚的巴洛克式教堂的典范。 
这座教堂满足不同的功能要求：奥格斯堡教区的朝圣教堂，本笃会修道院的修道院教堂，军队教堂，奥格斯堡上流社会的纪念地。